# Colonia Benítez

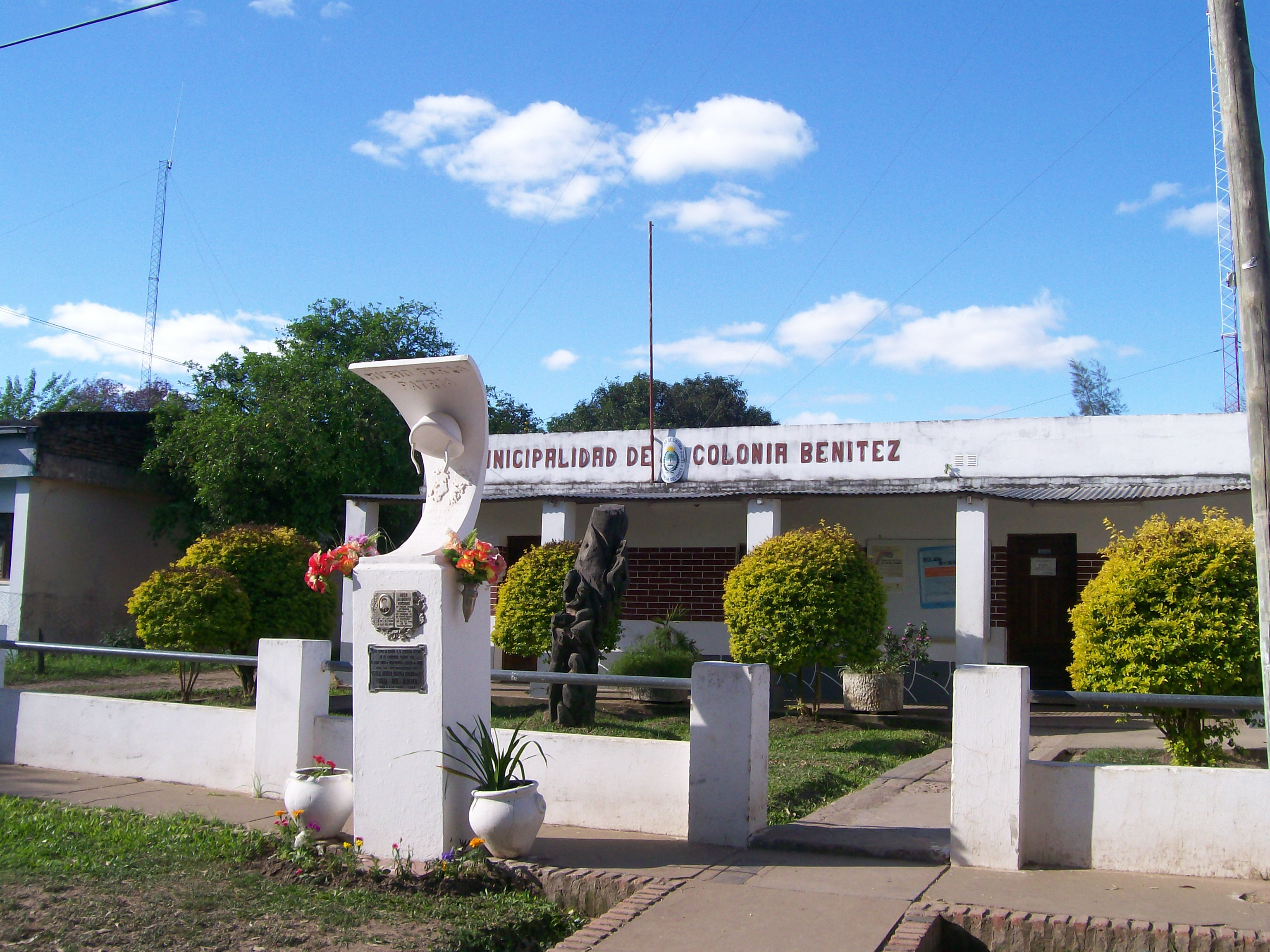
Municipalidad de Colonia Benítez.

Colonia Benítez es una localidad y municipio de la provincia del Chaco, Argentina. Se encuentra ubicada en el departamento Primero de Mayo, a escasos 10 kilómetros de la ciudad de Resistencia. Fue una de las primeras localidades y colonias agrícolas de la provincia, cuando el cultivo del algodón y diversos establecimientos industriales fueron los puntales de su desarrollo; con el correr de los años ambas actividades fueron perdiendo vigencia, reduciendo a la urbanización a un pequeño pueblo rural. Desde comienzos de los años 1990 su cercanía al Gran Resistencia motivó que muchos de sus pobladores erigieran en ella sus casas de campo, lo que marcó y sigue marcando un crecimiento poblacional y económico muy importante. Si bien no se encuentra conurbada con el Gran Resistencia, la dependencia funcional del mismo la convierten en un pueblo satélite. El municipio se extiende hasta el río Paraná, donde tiene asiento la localidad de Barrio San Pedro Pescador, dependiente administrativamente de esta localidad; otro paraje importante del municipio es el embarcadero de Antequera.
Dentro del municipio se encuentran la Reserva Natural Estricta Colonia Benítez y una Estación Experimental Agropecuaria del Instituto Nacional de Tecnología Agropecuaria. La actividad económica más representativa es la horticultura, destinada a satisfacer las demandas internas del Gran Resistencia; pueden verse numerosas chacras y quintas a lo largo de los caminos de acceso que aprovechan para trasladar su producción.

## Geografía

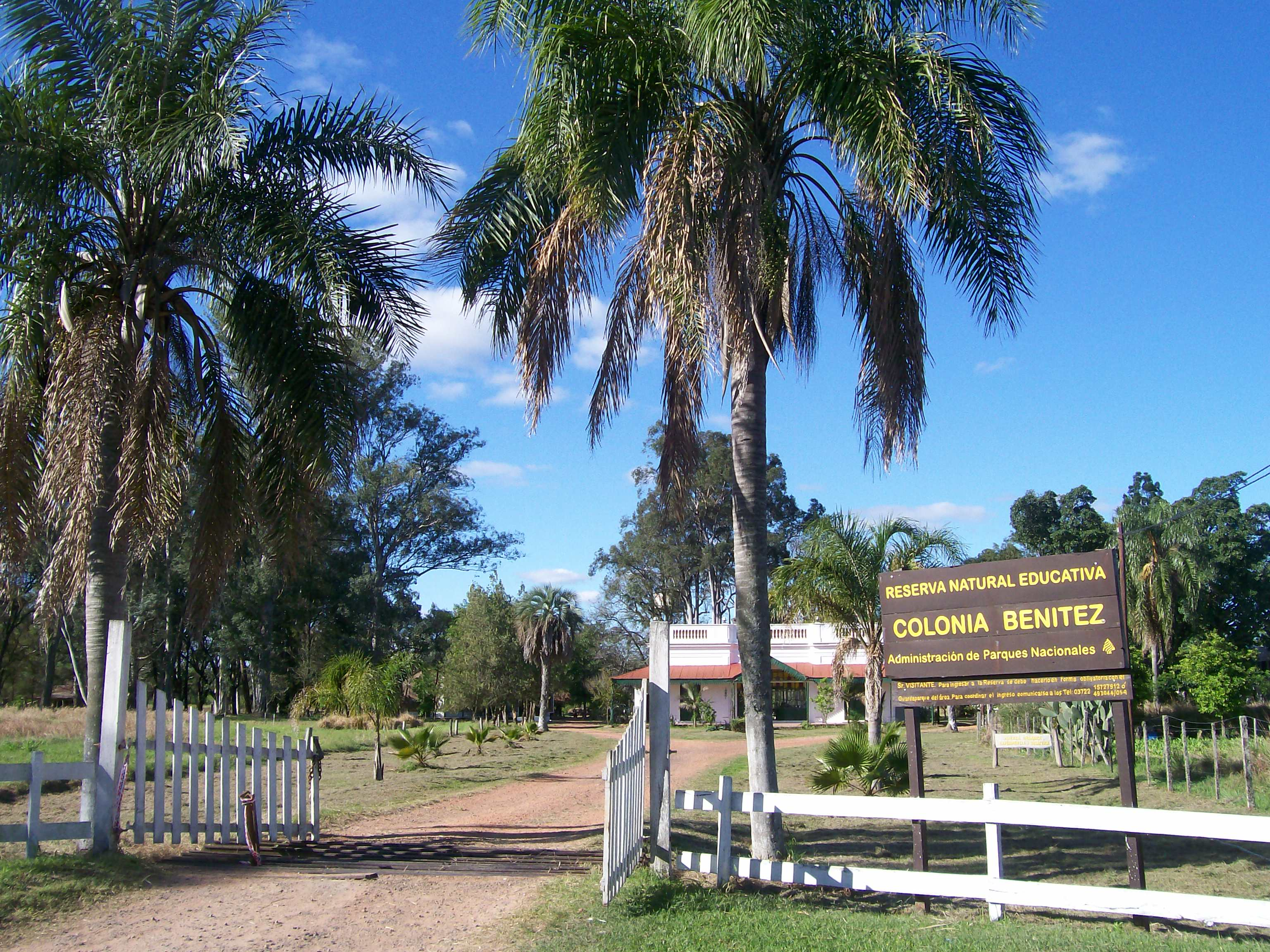
Reserva Natural Estricta de Colonia Benítez, gestionado por la Administración de Parques Nacionales.

Sus suelos altos y de buen escurrimiento son muy propicios para el desarrollo de actividades agrícolas y el asentamiento urbano, muy presionado en el este de la provincia a buscar lugares no anegables. Se encuentran exuberantes arboledas típicas del monte chaqueño húmedo, tanto en los llanos como en la selva de galería formada alrededor del río Tragadero. Este río se halla a 1,5 km del centro del pueblo, y es sorteado en la ruta Provincial N.º 1 por un puente que permite la comunicación con el sur de la provincia. Las inundaciones solamente afectan el trazado urbano en circunstancias extraordinarias, como la gran crecida del río Paraná acaecida en 1998.

## Vías de comunicación
Su principal vía de acceso es la ruta Nacional N.º 11 (asfaltada), que la comunica al sur con Resistencia y al norte con Margarita Belén. El tramo de 5 kilómetros que la separa de dicha ruta se realiza a través de un tramo pavimentado de la ruta Provincial N.º 39, que hacia el este la comunica pero sin asfalto con la Isla del Cerrito. Finalmente la ruta Provincial N.º 1 (de tierra) la comunica al sur también con Resistencia y al norte con La Leonesa.
El alto intercambio de tráfico entre Colonia Benítez y el Gran Resistencia hace que el acceso esté frecuentemente saturado, a lo que se debe sumar el intenso tránsito en la RN 11.

## Origen del nombre
Lo debe a los hermanos Manuel y Félix Benítez, quienes serían los primeros propietarios de estas tierras y dueños de la empresa que se encargó de la colonización del lugar.

## Historia

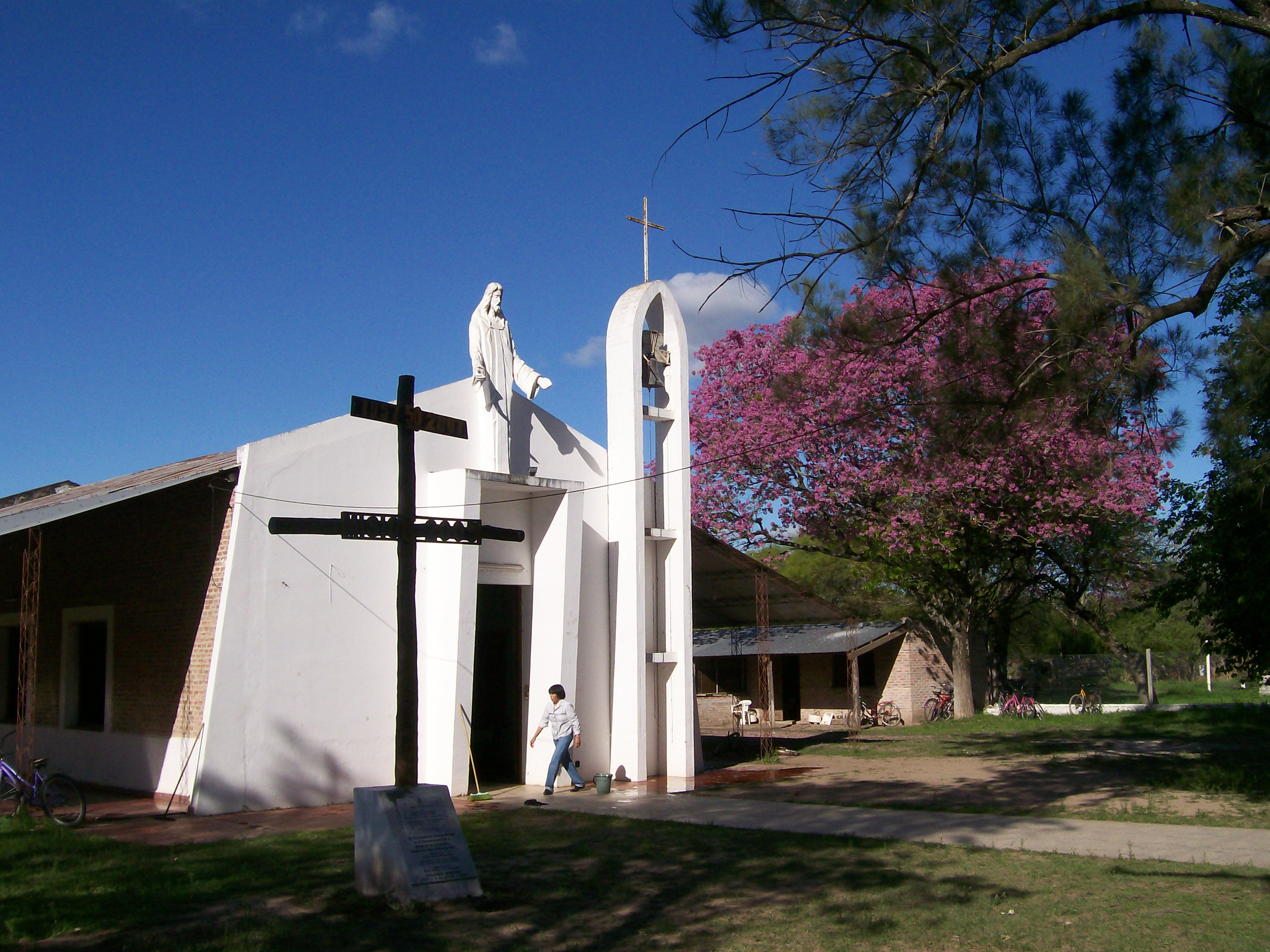
Capilla principal de Colonia Benítez.

Previo a la fundación había algunos obrajes en el lugar con dependencia funcional de Corrientes, la única ciudad de la región en ese entonces; estos pobladores habrían llegado remontando el río Tragadero. La ubicación de Benítez fue considerada como propicia para la instalación de lo que luego sería Resistencia, pero por cuestiones no muy claras se decidió la ubicación actual.
La localidad propiamente dicha comenzó con la concesión de 30 mil hectáreas en la zona a los hermanos Félix y Manuel Benítez. En 1892 Manuel debió ausentarse del país, por lo que cedió su parte a Félix, mientras que el Gobierno otorgaba la posesión definitiva y aprobaba la mensura de los mismos, que también incluía a Margarita Belén. La planta urbana del pueblo estaba constituía por algo más de 24 mil hectáreas, con 4 manzanas para la plaza principal, unas cien manzanas urbanas y 100 lotes de 100 hectáreas divididos en cuatro secciones. En 1888 se constituyó la Colonizadora Popular, la empresa de los hermanos Benítez que se encargaría de la ubicación de los agricultores y que duraría hasta 1894 cuando se procedió a su liquidación. El administrador de la misma era Juan Manuel Rossi, propietario de una fábrica de aceites en La Liguria, Resistencia. Fue Rossi quien hizo las gestiones para la llegada de un gran número de franceses, además de italianos, austríacos y españoles.
La economía creció rápidamente, destacándose la explotación forestal —Colonia Benítez llegó a tener dos fábricas para la industrialización del quebracho— y la agricultura, con el algodón como cultivo insignia, y para cuyo procesamiento se instaló una desmotadora. También funcionó un ingenio azucarero y fue importante la cría del ganado bovino. Pese a que la capital provincial con su cercanía brindaba muchos de los servicios necesarios, pronto la colonia contaría con escuela, comisaría, lugar de culto y comercios en general. Solamente dos años demoraron en tener un Concejo Municipal, escuela primaria y juzgado de paz; aunque el Concejo fue convertido en Comisión de Fomento en 1908. Ese mismo año se fundó una importante escuela agrícola, que duraría hasta 1914. Un hecho de singular importancia fue la creación en 1897 de una cooperativa conjunta entre agricultores de Colonia Benítez y Margarita Belén que sería lo que se considera la primera cooperativa agrícola del mundo.
A partir de los años 1920 comenzaría la decadencia del poblado con el cierre de fábricas, industrias y comercios, en parte provocadas por la ausencia del ferrocarril como medio de transporte de la producción local. Este declive se tradujo luego en un despoblamiento apenas revertido por el ampliamiento habitacional de pobladores del Gran Resistencia iniciado en los años 1990 y la migración rural interna.

## Espacio urbano
Cuenta con dos escuelas primarias, un centro de salud y dos plazoletas con juegos infantiles. Las casas son bajas y de perímetro libre, aunque la presencia de barrios planificados ha roto el perfil arquitectónico del lugar. También cuenta con una Escuela Secundaria y un Anexo del Instituto de Educación Superior - C.E.N.T. N.º 51, que oferta la Tecnicatura Superior en Gestión de la Producción Agropecuaria, trayecto de formación que se encuentra en la actualidad (setiembre de 2013) dictando el Segundo Año.

## Población
Contaba con 1,928 habitantes (Indec, 2001), lo que más que duplica los 719 habitantes (Indec, 1991) del censo anterior. En el municipio el total ascendía a los 3,584 habitantes (Indec, 2001).

## Museo Casa y Jardín Schulz
La Colonia alberga el Museo Casa Jardín Augusto Schulz, el cual se constituyó en 1999, en el que fuera el hogar del Dr. honoris causa Augusto Gustavo Schulz, quien fue Botánico, Maestro Normal, Técnico del INTA, Entomólogo, etc; además de un hombre sumamente comprometido con la comunidad y con el quehacer cultural de la Provincia. El Museo alberga sus pertenencias, herramientas de trabajo, de estudio científico, etc. además también puede contemplarse allí los objetos que formaron parte de la familia Schulz, de origen Alemán y que fuera una de las más antiguas. Puede recorrerse además el Jardín Botánico creado por el mismísimo doctor, el único en la Provincia del Chaco, el cual abarca aproximadamente una hectárea (7500 metros cuadrados) y contiene ejemplares de toda América, Europa, África y Asia, destaca entre otras cosas la Colección de Orquídeas Chaqueñas.
Así mismo el Museo cuenta con archivo constituido el legado documental de Schulz, encontrándose allí libros, correspondencia científica y personal, apuntes manuscritos, etc. como también material referido a su familia, el cual destaca por su antigüedad -primeras décadas del siglo XIX- y documentos referidos a la historia de la comuna, de la provincia y del País. El Museo posee un sector de muestras permanentes en el interior de la casa, y paseos exteriores en los jardines, con especies vegetales autóctonas y foráneas adaptadas a la zona.
Las muestras permanentes se albergan en el sector histórico, donde se aprecia la historia de Colonia Benítez, la llegada de la familia Schulz y semblanza de su vida científica con la puesta de acervos en su dormitorio particular.
Otro sector se dedica a las investigaciones botánicas, con los aportes de Schulz al mundo de las ciencias. En esta sala se realizan además muestras transitorias de diversas temáticas afines.
Los jardines con nuevos carteles indicativos, tienen paseos agradables y sombreados donde se distinguen muchas especies de plantas de hojas y flores vistosas. También, un vivero donde se cultivan especies locales y adaptadas.
El jardín experimental se preserva a la manera donde Schulz realizaba sus estudios y cultivaba, así como en los jardines sus recolecciones de las regiones que visitaba, incluso del exterior del país.
La casa fue originalmente donde Augusto Schulz vivió junto a su familia y donde pasó su vida hasta fallecer. Sufrió varias modificaciones y refacciones para mantener la estructura edilicia. Las más importantes fueron en 2012/13 tras la cual se efectuó la reinauguración del Museo y la última en 2.019 con la refacción del edificio trasero.
Sobre Augusto Schulz.